# Jaskinia w Zbójnickiej Turni
Jaskinia w Zbójnickiej Turni – jaskinia w północnej ścianie Zbójnickiej Turni w zachodnich stokach Gubalca w Dolinie Kościeliskiej w Tatrach Zachodnich. Wejście do niej znajduje się w wąwozie Kraków na wysokości 1260 metrów n.p.m. powyżej jaskini Groby i Jaskini Poszukiwaczy Skarbów. Długość jaskini wynosi 38 metrów, a jej deniwelacja 8 metrów.

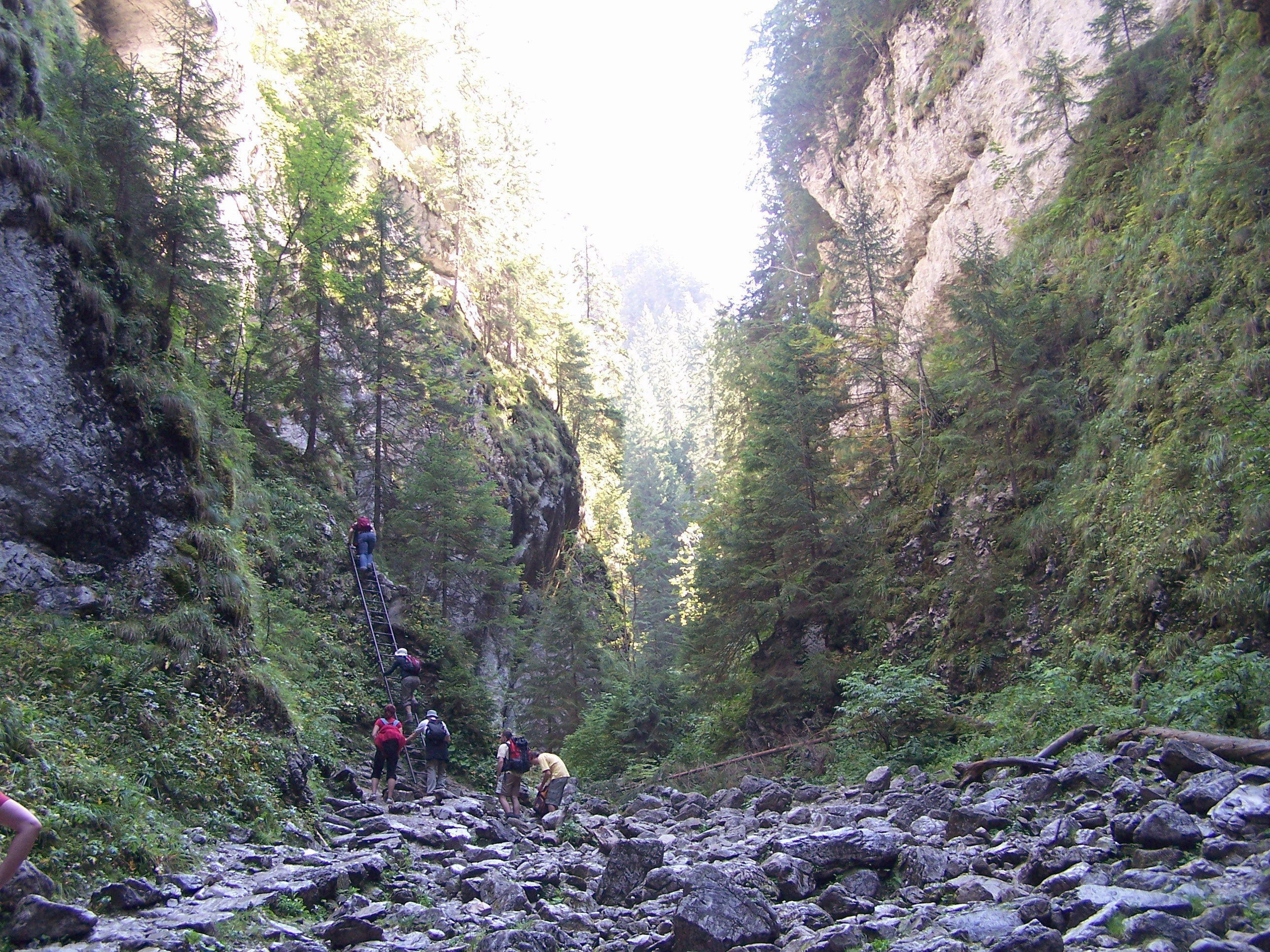
Wąwóz Kraków. Po prawej ściana Zbójnickiej Turni

## Opis jaskini
Jaskinię stanowi niski korytarz, który prowadzi od otworu wejściowego i po około 20 metrach kończy się w niewielkiej salce. Jedyną boczną odnogą jest 3-metrowa szczelina odchodząca z korytarza niedaleko otworu.

## Przyroda
W jaskini występuje mleko wapienne i nacieki grzybkowe. 

## Historia odkryć
Jaskinię odkryli 30 czerwca 2007 roku A. i M. Ciszewscy, J. Nowak i E. Wójcik. 
Tydzień później J. Nowak wraz z J. Ślusarczyk sporządzili jej plan i opis.